# オリエンタル白石
オリエンタル白石株式会社（オリエンタルしらいし）は日本の建設会社。プレストレスト・コンクリート（PC）工事の大手。太平洋セメント・日本製鉄と関連が深い。JPX日経中小型株指数の構成銘柄の一つ。
現在の主力は、オリエンタル建設株式会社が得意としていたプレストレスト・コンクリート橋の上部工施工及び株式会社白石が得意としていたニューマチックケーソン工法。その他には、独自の技術を用いた橋脚の補修補強や、大規模更新事業として注目されている床版取替工事など多岐にわたる施工を行っている。
また、全国3か所に自社工場を構えており、プレストレスト・コンクリートの工場製品の製作も行っている。
みどり会の会員企業であり三和グループに属している。

## 沿革
- 1952年（昭和27年） - オリエンタルコンクリート株式会社として設立。
- 1990年（平成2年） - オリエンタル建設株式会社に商号変更。
- 1995年（平成7年） - 東京証券取引所第二部に上場。
- 1996年（平成8年） - 東京証券取引所第一部に指定替え。
- 2007年（平成19年）10月1日 - 橋梁下部工・基礎工事大手の株式会社白石（東京証券取引所第二部上場）を吸収合併。オリエンタル白石株式会社に商号変更。
- 2008年（平成20年）
  - 11月26日 - 資金繰りの悪化に伴い、子会社2社と共に会社更生手続の開始を東京地方裁判所に申し立て[4]。負債総額は約605億円。
  - 12月25日 - 東京証券取引所第一部上場廃止。
- 2011年（平成23年）
  - 10月24日 - 会社更生手続終結決定。
  - 12月26日 - 日本橋梁株式会社の完全子会社となる[5]。
- 2014年（平成26年）4月1日 - 日本橋梁株式会社の持株会社体制移行による商号変更に伴い、OSJBホールディングス株式会社の完全子会社となる。
- 2021年（令和3年）
  - 4月1日 - OSJBホールディングス株式会社を吸収合併。同時に東京証券取引所第一部へテクニカル上場により再上場[6][7]。
  - 11月1日 - 株式会社クリエイティブ・ラボを完全子会社として設立[8]。

- 2022年（令和4年）
  - 4月 - 東京証券取引所の市場区分の見直しにより市場第一部からプライム市場へ移行。

## 主な施工物件
形式や工法に特色のあるものを掲げる。

### 橋梁上部工
- 角島大橋（山口県）
- 第二名神高速道路　木曽川橋（三重県）
- 森のわくわく橋（福島県）
- のぞみ橋（岐阜県）
- 第二東名高速道路　芝川高架橋（静岡県）
- 鎌ん谷橋（徳島県）
- 第二東名高速道路　矢作川橋（愛知県）
- 志津見大橋（島根県）
- 第二東名高速道路　大平高架橋（静岡県）
- 徳之山八徳橋（岐阜県）
- 沖縄自動車道　億首川橋（沖縄県）
- 九州新幹線　大野川橋りょう（熊本県）
- 会下橋（徳島県）

### ニューマチックケーソン
- レインボーブリッジ（東京都）
- 名港トリトン（愛知県）
- 第二音戸大橋（広島県）
- 築地大橋（東京都）
- 東尾久浄化センターポンプ棟（東京都）

### PC建築
- 河口湖町役場（山梨県）
- 名古屋商科大学日進キャンパス/北門ゲート（愛知県）
- フクダ電子アリーナ（千葉県）

### その他PC構造物

#### PC舗装
- 成田国際空港（千葉県）

#### モノレール
- ドバイモノレール建設工事（The Palm Jumeirah Transit System)
- 沖縄モノレール（沖縄県）